# Bug- und Heckgeschütze

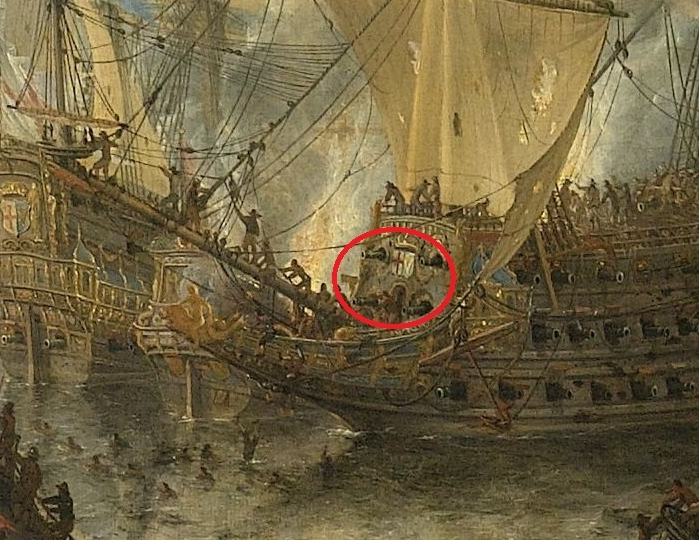
Jagdgeschütze in den Aufbauten am Bug eines Linienschiffs aus dem 17. Jahrhundert.

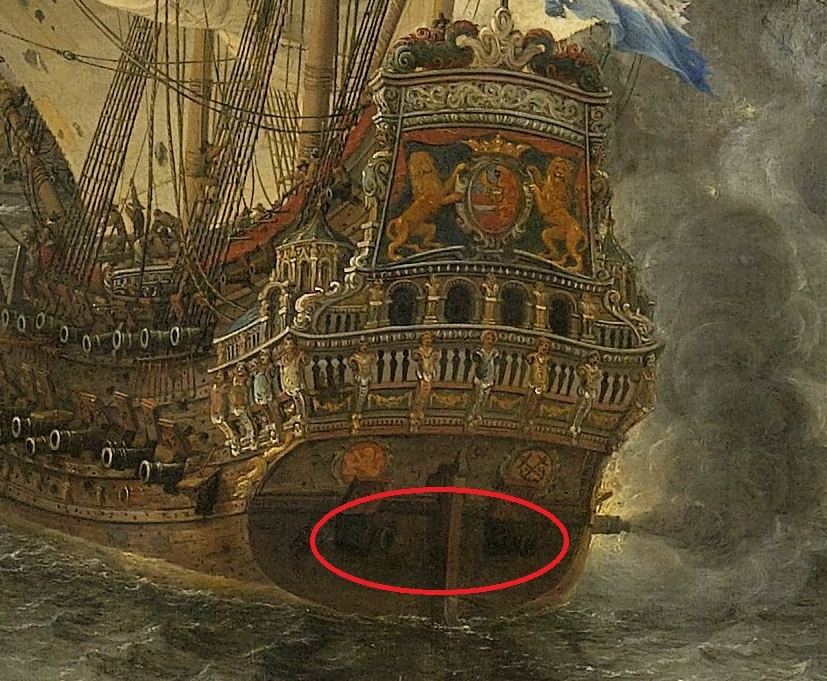
Hinterstücke am Heck eines Linienschiffes des 17. Jahrhunderts.

Jagdgeschütze, auch Jagers, Jagdstücke oder Buggeschütze und Hinterstücke oder Heckgeschütze, war ein oder mehrere Geschütze an  Bord eines Segelschiffes, die entweder am Bug nach vorn gerichtet oder am Heck nach hinten gerichtet aufgestellt waren. Die Geschütze wurden benutzt, um bei feindlichen Schiffen, die verfolgt wurden oder das eigene Schiff verfolgten, die Takelage zu beschädigen und dadurch die Geschwindigkeit zu reduzieren. In so einer Verfolgungssituation konnte Breitseitenfeuer nicht eingesetzt werden, weil diese Geschütze bei Segelschiffen aufgrund ihrer Aufstellung an den Schiffslängsseiten nurmehr neben dem Schiff befindliche Ziele erreichen konnten. Jagdgeschütze konnten reguläre Geschütze sein, die von ihrer seitlichen Aufstellung bei Bedarf in die vorbereiteten Positionen gebracht wurden und nach vorn durch Stückpforten in den Aufbauten auf beiden Seiten des Bugspriets zielten oder am Heck durch Stückpforten nach hinten. Häufig waren es auch permanent dort aufgestellte Geschütze.

## Entwicklung
Im Segelschiffzeitalter war die Schiffsführung zu einer hohen Kunst geworden und Verfolgungsjagden dauerten oft Stunden oder manchmal Tage, da jede Mannschaft in der Lage war, ihre Segel so zu trimmen, dass selbst kleine Windschwankungen ausgenutzt werden konnten. Ein einziger glücklicher Schuss bei einer Verfolgung konnte ein wichtiges Tau durchtrennen, den Mast oder die Rahen beschädigen oder bei starkem Wind ein Segel zum Reißen bringen. Wenn sich die Schiffe also in Reichweite befanden, würden die Kanoniere sorgfältig gezielte Schüsse auf das feindliche Schiff abgeben. Trotzdem waren die meisten Jagdgeschütze von begrenzter Genauigkeit, selbst wenn sie auf große Ziele der Takelage oder die Segel eines feindlichen Schiffes zielten. In einem Beispiel aus dem 18. Jahrhundert feuerte eine britische Besatzung zweiundsiebzig Schüsse aus den Buggeschützen ihres Schiffes ab, bevor sie die Segel eines fliehenden feindlichen Fahrzeugs traf.
Bis zum Ende des 18. Jahrhunderts wurden die Besatzungen der britischen Marine zunehmend im Einsatz von Artillerie bei Verfolgungsjagden geschult. Die Kanonen selbst wurden auch modifiziert, um ihre Wirksamkeit als Jagdgeschütze zu maximieren, einschließlich der Umgestaltung ihrer Geschützlafetten, um eine größere Elevation zu bekommen und damit eine längere Reichweite zu erzielen. Ab 1799 wurden die Fregatten der britischen Marine im Allgemeinen mit zwei Bug- und zwei Heckgeschützen ausgerüstet, da sie die Einheiten waren, die am häufigsten in Verfolgungen involviert wurden.